# Vladimír Žalud
Vladimír Žalud (* 14. července 1945) je bývalý český fotbalista, záložník.

## Fotbalová kariéra
V československé lize hrál za TJ Sklo Union Teplice. Nastoupil ve 146 utkáních a dal 9 gólů. V Poháru UEFA nastoupil v 1 utkání. Byl odchovancem Lokomotivy Plzeň, v nižších soutěžích hrál i za AŠ Mladá Boleslav.

## Ligová bilance
| Ročník                                   | Zápasy | Góly | Klub                  |
| ---------------------------------------- | ------ | ---- | --------------------- |
| 1. československá fotbalová liga 1968/69 | 11     | 0    | TJ Sklo Union Teplice |
| 1. československá fotbalová liga 1969/70 | 27     | 4    | TJ Sklo Union Teplice |
| 1. československá fotbalová liga 1970/71 | 24     | 1    | TJ Sklo Union Teplice |
| 1. československá fotbalová liga 1971/72 | 18     | 1    | TJ Sklo Union Teplice |
| 1. československá fotbalová liga 1972/73 | 24     | 3    | TJ Sklo Union Teplice |
| 1. československá fotbalová liga 1973/74 | 28     | 0    | TJ Sklo Union Teplice |
| 1. československá fotbalová liga 1974/75 | 14     | 0    | TJ Sklo Union Teplice |
| CELKEM                                   | 146    | 9    |                       |